# 島越駅
島越駅（しまのこしえき）は、岩手県下閉伊郡田野畑村にある三陸鉄道リアス線の駅である。
駅の愛称は「カルボナード」。宮沢賢治の童話『グスコーブドリの伝記』の舞台の一つ、カルボナード火山島に由来する。

## 歴史
- 1984年（昭和59年）4月1日：三陸鉄道北リアス線の駅として開業[1][2]。駅舎は田野畑村によって建築されたもので、開業時より簡易委託駅として営業。駅舎の1階には出札窓口・売店、2階には喫茶店があり、瀟洒な南欧風の八角形のドームと青い屋根の佇まいは、多くの観光客や鉄道ファンに親しまれていた。ホームは松前川橋梁に続く高架線上にある単式ホーム1面1線を有していた。
- 2011年（平成23年）3月11日：東北地方太平洋沖地震（東日本大震災）により被災。田野畑村の震度は4であったが、その後到達した津波により、駅舎、ホーム、高架線路の全てが流失した[3]。全線が復旧するまでの間運行された岩手県北バスによる列車代替バスは、駅から徒歩1時間（約4 km）ほど離れた国道45号を走り、当駅付近は通らなかった。このため当駅を含む島越地区への公共交通機関は田野畑村営バスによるわずかな便のみとなっており、公共交通機関でのアクセスが極めて困難な状況となっていた。
- 2013年（平成25年）12月9日：流失駅舎の再建着工（旧駅舎所在地の約100 m北に建設）[4]。
- 2014年（平成26年）
  - 4月6日：小本駅（現・岩泉小本駅） - 田野畑駅間復旧により営業再開[5]。駅舎付近のかさ上げ盛土工事及び駅舎再建工事の遅れにより復旧時点では駅舎は未完成となる[6]。
  - 7月27日：新駅舎使用開始[注釈 1][8]。

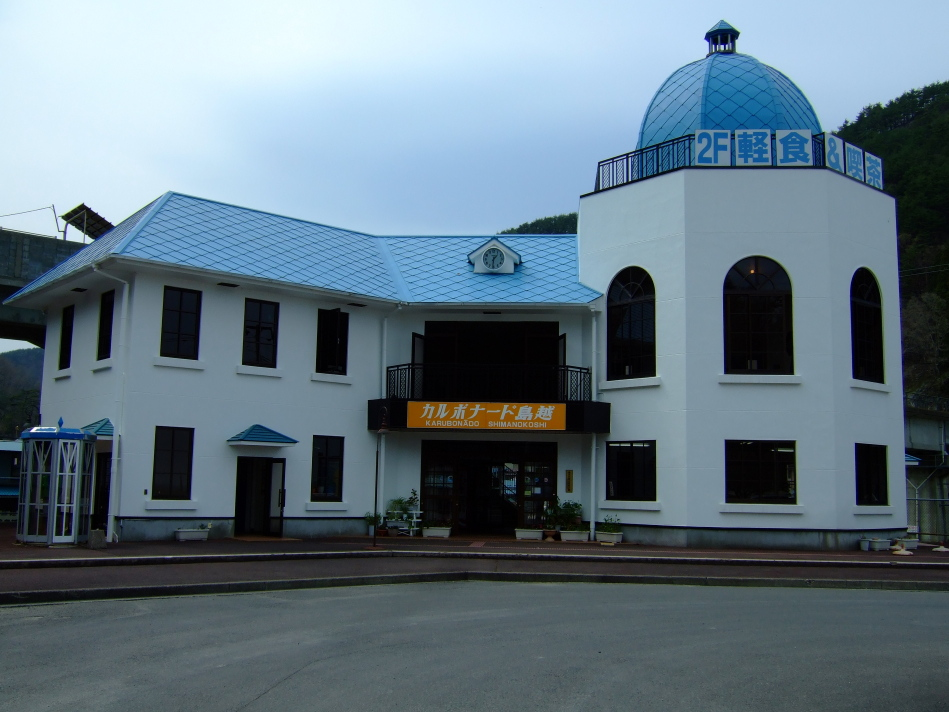
旧駅舎（2010年5月）
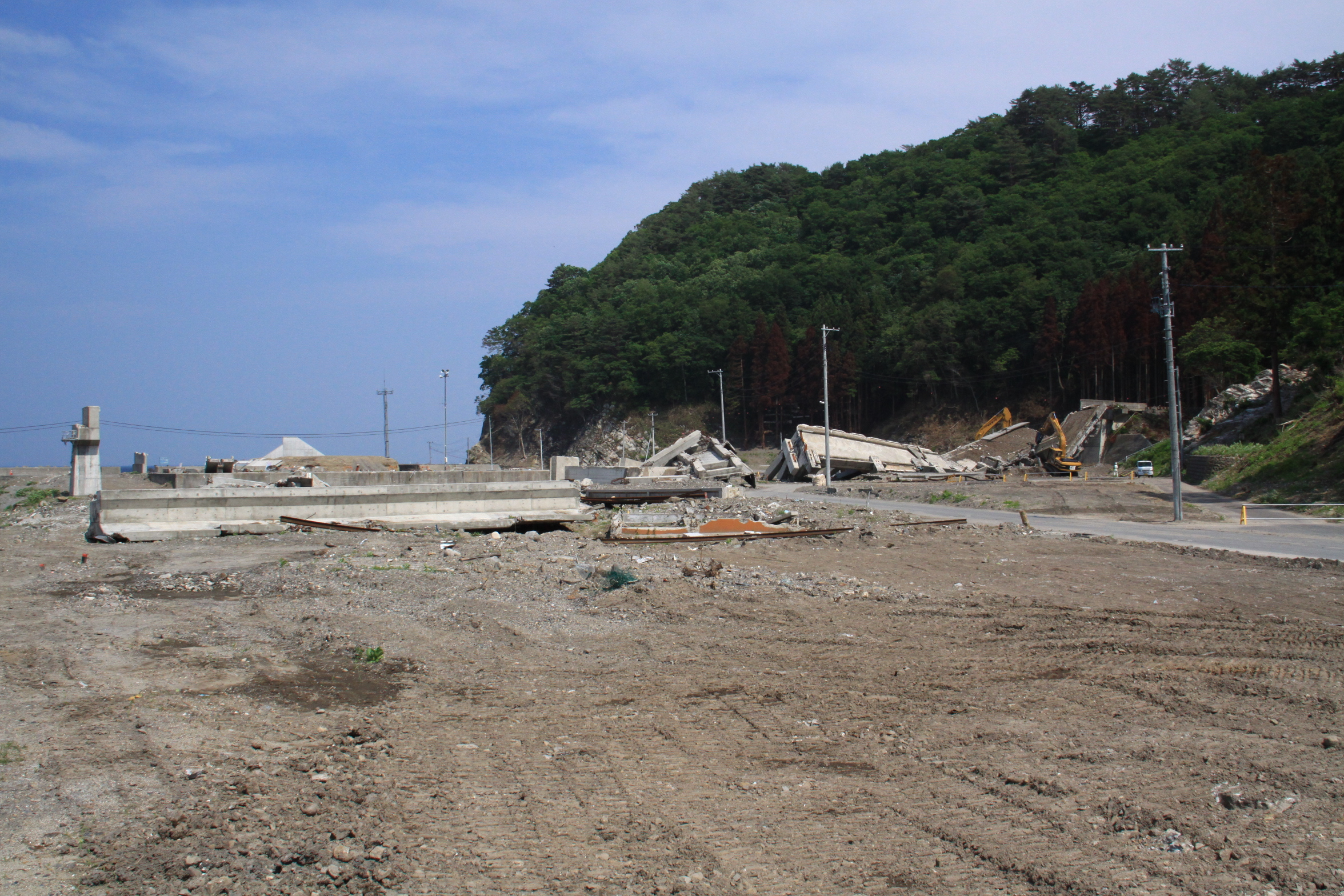
東日本大震災後の島越駅 津波の直撃を受けた駅舎は消失し、高架橋は崩落した。（2011年6月）
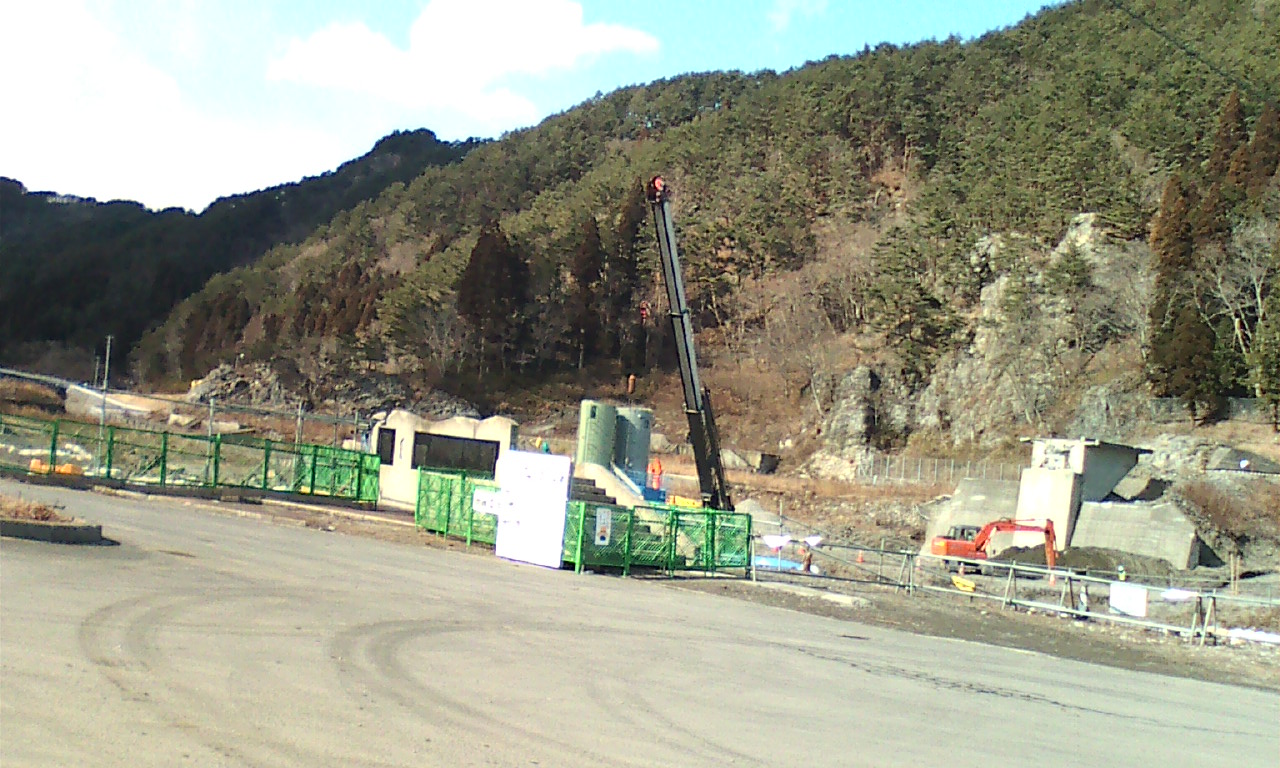
再建工事中の島越駅 宮沢賢治石碑と旧駅舎階段の一部が保存されている。（2013年2月）
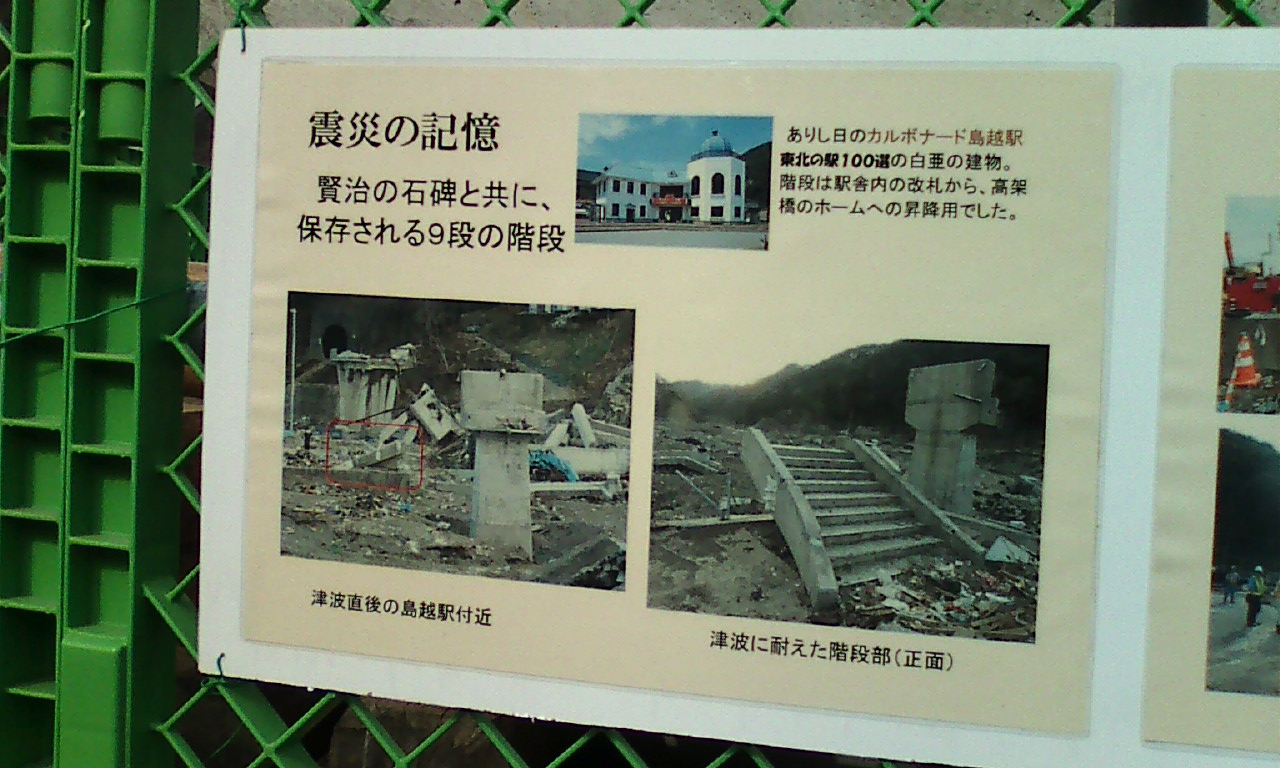
工事中の島越駅・石碑前パネル 工事中の仮柵に掲げられたパネルの一部。（2013年2月）

## 駅構造

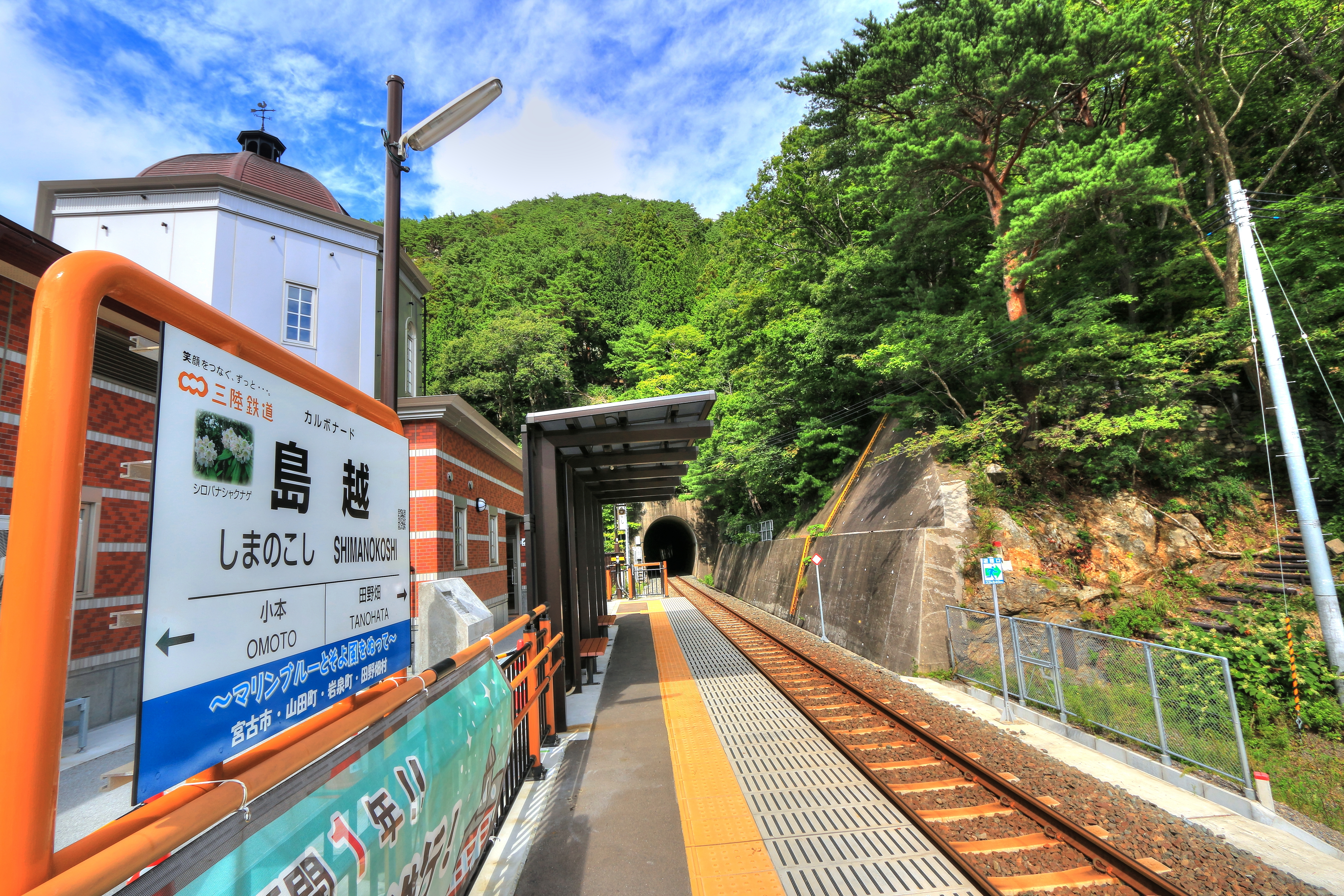
ホーム（2015年9月）

単式ホーム1面1線を有する。簡易委託駅。再建された駅は松前川より北側の築堤に隣接するかさ上げ盛土の上に移転し、駅前広場は2016年に完成した。震災前は駅舎もホームも松前川の南側にあった。
駅舎は八角形の塔屋や屋根に初代駅舎の面影を持つ。中央にある改札口、コンコースを挟んで北側に待合室と展示室、南側にきっぷ売場・駅務室と売店・飲食スペースがある。塔屋にはらせん階段が付けられていて、2階の展望台に行くことができる。なお、再建にあたってはクウェートの政府から援助を受けている。なお、この付近の路線は震災前の高架構造から津波防波堤を兼ねた築堤に変更されている。

## 利用状況
1日の平均乗降人員は以下のとおりである。
| 乗降人員推移 | 乗降人員推移 |
| 年度         | 1日平均人数  |
| ------------ | ------------ |
| 2014年       | 63           |
| 2015年       | 61           |
| 2016年       | 50           |
| 2017年       | 39           |
| 2018年       | 30           |

## 駅周辺
旧駅舎の駅前広場には前述の津波にも流失しなかった宮沢賢治の詩碑（「発動機船 二」）および旧駅舎よりホームへ向かうための階段が震災遺構として保存されている。
- 県道44号岩泉平井賀普代線
- 島越漁港〔北山崎断崖クルーズ（旧・北山崎めぐり観光船）[10]乗船場〕 - 徒歩約8分[注釈 2]
- 島越海水浴場（震災の復旧工事用地となっているため閉鎖中）
- 島越郵便局[注釈 3]（郵便局は駅名と異なり、しまこしと読む）

## その他
- 「目の前に海が広がる、お洒落な南欧風の独特な駅舎」として、2002年（平成14年）、東北の駅百選に選定された。
- 2013年（平成25年）- 4月から9月まで放映されたNHK連続テレビ小説「あまちゃん」で、線路が津波で流されたシーンは当駅付近にて撮影された。

## 隣の駅
三陸鉄道
■リアス線
岩泉小本駅 - 島越駅 - 田野畑駅